# 黄陂县
黄陂县，中国旧县名，为今天武汉市黄陂区的全部和大悟县的一部分。位于湖北省东北部，跨长江流域和汉水流域。

## 历史
黃陂縣人文歷史源遠流長，起碼在三萬年前的舊石器時代晚期，境內的長軒嶺竹園村已經有先民聚居。当地有花木兰的传说。
1933年，黄陂县部分地区划入新设置的礼山县（今大悟县）。
1949年中华人民共和国成立后，归入新设置的孝感专区。1960年，孝感专区撤销，所属县份划归武汉市。1961年，孝感专区恢复，再属孝感专区。1970年，孝感专区再度撤销，属新置的孝感地区。
1983年起归武汉市管辖，1998年撤县建区。

## 名人
- 黎元洪：中華民國臨時副總統、第二任大總統
- 羅文淑（羅心鄉）：作家張我軍之妻、人類學家張光直之母。